# Melacheval
Melacheval es una ciudad y nagar Panchayat situada en el distrito de Tirunelveli en el estado de Tamil Nadu (India). Su población es de 8435 habitantes (2011).

## Demografía
Según el censo de 2011 la población de Melacheval era de 8435 habitantes, de los cuales 4196 eran hombres y 4239 eran mujeres. Melacheval tiene una tasa media de alfabetización del 85,07%, superior a la media estatal del 80,09%: la alfabetización masculina es del 92,17%, y la alfabetización femenina del 78,21%.